# Kiến trúc vòm

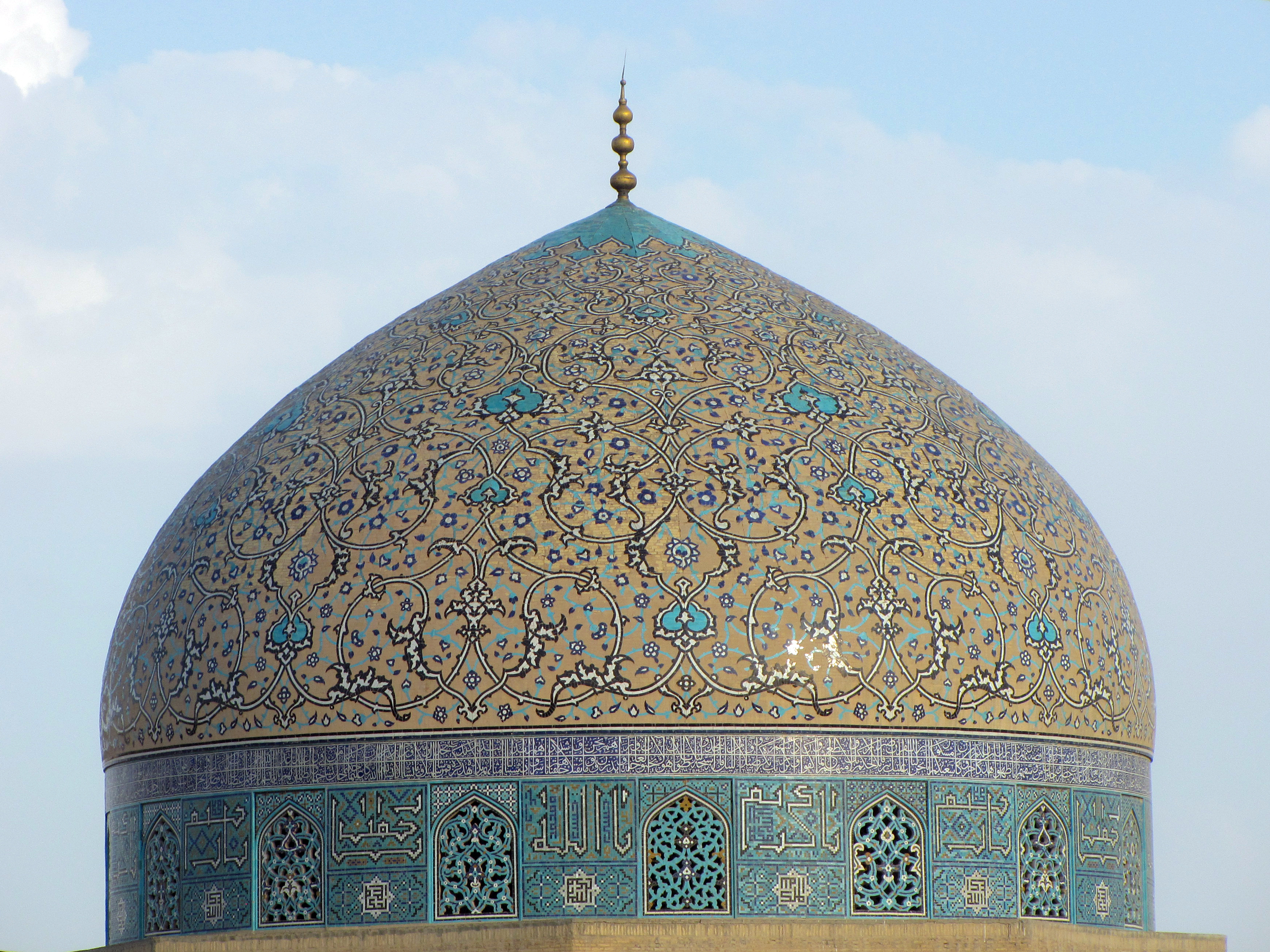
Kiến trúc vòm

Mái vòm (từ tiếng Latin: domus) là một yếu tố kiến trúc giống với nửa trên rỗng của một hình cầu. Định nghĩa chính xác là một vấn đề gây tranh cãi. Ngoài ra còn có một loạt các hình thức và thuật ngữ chuyên ngành để mô tả chúng. Một mái vòm có thể đặt trên một mái phẳng hoặc trống, và có thể được hỗ trợ bởi các cột hoặc cầu nối mà chuyển đổi sang hình vòm. Một chiếc đèn trên mái có thể bao phủ một lỗ tròn đỉnh vòm và bản thân nó có thể có một mái vòm khác.
Mái vòm có một dòng dõi kiến trúc dài kéo dài từ thời tiền sử và chúng đã được xây dựng từ bùn, tuyết, đá, gỗ, gạch, bê tông, kim loại, thủy tinh và nhựa trong nhiều thế kỷ. Biểu tượng liên quan đến mái vòm bao gồm nhà xác, thiên thể và truyền thống chính phủ đã phát triển tương tự theo thời gian.
Mái vòm đã được tìm thấy từ Lưỡng Hà khá sớm, điều này có thể giải thích sự lây lan của hình thức xây dựng này. Chúng được tìm thấy trong kiến trúc Ba Tư, Hy Lạp, La Mã và Trung Quốc trong thế giới cổ đại, cũng như trong số một số truyền thống xây dựng bản địa đương đại. Các cấu trúc mái vòm rất phổ biến trong kiến trúc Hồi giáo Byzantine và thời trung cổ, và có rất nhiều ví dụ từ Tây Âu vào thời Trung cổ. Phong cách kiến trúc thời Phục hưng lan rộng từ Ý trong thời kỳ đầu hiện đại. Những tiến bộ trong toán học, vật liệu và kỹ thuật sản xuất kể từ thời điểm đó dẫn đến các loại mái vòm mới. Các mái vòm của thế giới hiện đại có thể được tìm thấy trên các tòa nhà tôn giáo, phòng lập pháp, sân vận động thể thao và một loạt các cấu trúc chức năng.

## Thuật ngữ

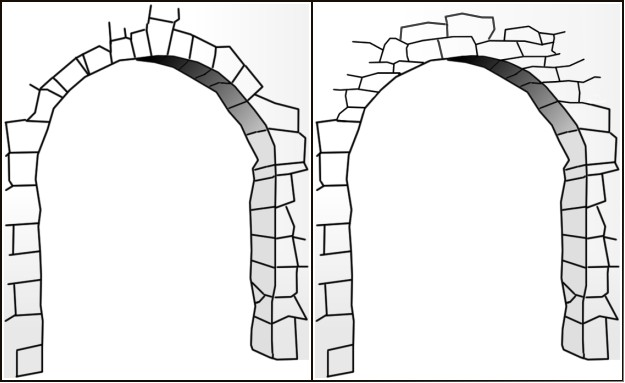
So sánh một vòm "đúng" (trái) và vòm đấu (corrbel arch) (phải)

Một mái vòm là một vòm tròn được làm bằng các đoạn cong hoặc mặt tròn xoay, có nghĩa là một vòm xoay quanh trục thẳng đứng trung tâm của nó. Thuật ngữ được sử dụng là một nguồn gây tranh cãi, với sự không nhất quán giữa các học giả và ngay cả trong các văn bản riêng lẻ, nhưng thuật ngữ "mái vòm" có thể được coi là "từ ngữ để mô tả một yếu tố bao trùm bán cầu hoặc tương tự."  Một bán vòm hoặc nửa vòm là một hình bán nguyệt thường được sử dụng, đặc biệt là trong các đỉnh.
Đôi khi được gọi là vòm "giả", vòm cong corbel có thể đạt được hình dạng của chúng bằng cách kéo dài từng lớp đá nằm ngang vào bên trong hơi xa hơn lớp dưới cho đến khi chúng gặp nhau ở trên cùng. Một mái vòm "giả" cũng có thể ám chỉ một mái vòm bằng gỗ. Vòm "thật" được cho là những cấu trúc có trạng thái nén, với các yếu tố cấu thành của voussoirs hình nêm, các khớp nối thẳng với một điểm trung tâm. Tính hợp lệ của điều này là không rõ ràng, vì các mái vòm được xây dựng dưới lòng đất với các lớp đá hình vành đai cũng đang bị nén từ các vùng đất xung quanh. Việc sử dụng thuật ngữ finto của người Ý, có nghĩa là "sai", có thể được bắt nguồn từ thế kỷ 17 trong việc sử dụng hình vòm làm từ thảm lau sậy và vữa thạch cao.
Cũng như các đường cong, "spring" của một mái vòm là cấp độ mà mái vòm cao lên. Đỉnh của một mái vòm là "vương miện". Mặt trong của một mái vòm được gọi là "intrados" và mặt ngoài được gọi là "extrados". "Haunch" là một phần của vòm nằm gần nửa giữa đế và đỉnh.
Từ " cupola " là một từ khác của "mái vòm", và thường được sử dụng cho một mái vòm nhỏ trên mái nhà hoặc tháp pháo. "Cupola" cũng đã được sử dụng để mô tả mặt trong của mái vòm.

## Sách tham khảo
- William C. Allen (2001), Senate Document 106-29: History of the United States Capitol: A Chronicle of Design, Construction, and Politics, U.S. Government Printing Office
- Ambrose, James; Tripeny, Patrick (2011). Building Structures . John Wiley & Sons. ISBN 978-0-470-54260-6.{{Chú thích sách}}:  Quản lý CS1: ref trùng mặc định (liên kết)
- Arce, Ignacio (2006), "Umayyad Arches, Vaults & Domes: Merging and Re-creation. Contributions to Early Islamic Construction History (conference paper)" (PDF), Second International Congress on Construction History, Queens' College, Cambridge University; 29/03-02/04/2006, tr. 195–220, Bản gốc (PDF) lưu trữ ngày 1 tháng 2 năm 2016, truy cập ngày 3 tháng 6 năm 2020{{Chú thích}}:  Quản lý CS1: ref trùng mặc định (liên kết)
- Arun, G. (2006), "Behaviour of Masonry Vaults and Domes: Geometrical Considerations" (PDF), trong Lourenço, P.B.; Roca, P.; Modena, C.; Agrawal, S. (biên tập), Structural Analysis of Historical Constructions, New Delhi, tr. 299–306, Bản gốc (PDF) lưu trữ ngày 23 tháng 10 năm 2020, truy cập ngày 6 tháng 10 năm 2018{{Chú thích}}:  Quản lý CS1: ref trùng mặc định (liên kết) Quản lý CS1: địa điểm thiếu nhà xuất bản (liên kết)
- Ashkan, Maryam; Ahmad, Yahaya (tháng 11 năm 2009). "Persian Domes: History, Morphology, and Typologies". Archnet-IJAR (International Journal of Architectural Research). Quyển 3 số 3. tr. 98–115.{{Chú thích tạp chí}}:  Quản lý CS1: ref trùng mặc định (liên kết)
- Bagliani, Stefano (tháng 5 năm 2009). "The Architecture and Mechanics of Elliptical Domes" (PDF). Proceedings of the Third International Congress on Construction History, Cottbus. Bản gốc (PDF) lưu trữ ngày 16 tháng 10 năm 2013.{{Chú thích tạp chí}}:  Quản lý CS1: ref trùng mặc định (liên kết)
- Bardill, Jonathan (2008). "Chapter II.7.1: Building Materials and Techniques". Trong Jeffreys, Elizabeth; Haldon, John; Cormack, Robin (biên tập). The Oxford Handbook of Byzantine Studies. Oxford University Press. ISBN 978-0-19-925246-6.{{Chú thích sách}}:  Quản lý CS1: ref trùng mặc định (liên kết)
- Barnish, S. J. B. (2007). The Ostrogoths from the Migration Period to the Sixth Century: an Ethnographic Perspective . Woodbridge: The Boydell Press. ISBN 978-1-84383-074-0.{{Chú thích sách}}:  Quản lý CS1: ref trùng mặc định (liên kết)
- Baumann, Dorothea; Haggh, Barbara (tháng 5 năm 1990). "Musical Acoustics in the Middle Ages". Early Music. Quyển 18 số 2. tr. 199–210. doi:10.1093/em/xviii.2.199.{{Chú thích tạp chí}}:  Quản lý CS1: ref trùng mặc định (liên kết)
- Betts, Richard J. (tháng 3 năm 1993). "Structural Innovation and Structural Design in Renaissance Architecture". Journal of the Society of Architectural Historians. Quyển 52 số 1. tr. 5–25. doi:10.2307/990755. JSTOR 990755.{{Chú thích tạp chí}}:  Quản lý CS1: ref trùng mặc định (liên kết)
- Blockley, David (2014). Structural Engineering: A Very Short Introduction. Oxford, UK: Oxford University Press. tr. 144. ISBN 978-0-19-165208-0.{{Chú thích sách}}:  Quản lý CS1: ref trùng mặc định (liên kết)
- Bloom, Jonathan M.; Blair, Sheila S., biên tập (2009). Grove Encyclopedia of Islamic Art & Architecture: Three-Volume Set. Oxford University Press. ISBN 978-0-19-530991-1.{{Chú thích sách}}:  Quản lý CS1: ref trùng mặc định (liên kết)
- Born, Wolfgang (tháng 4 năm 1944). "The Introduction of the Bulbous Dome into Gothic Architecture and its Subsequent Development". Speculum. Quyển 19 số 2. tr. 208–221. doi:10.2307/2849071. JSTOR 2849071.{{Chú thích tạp chí}}:  Quản lý CS1: ref trùng mặc định (liên kết)
- Bradshaw, Richard; Campbell, David; Gargari, Mousa; Mirmiran, Amir; Tripeny, Patrick (ngày 1 tháng 6 năm 2002). "Special Structures: Past, Present, and Future" (PDF). Journal of Structural Engineering. Quyển 128 số 6. tr. 691–709. doi:10.1061/(ASCE)0733-9445(2002)128:6(691).{{Chú thích tạp chí}}:  Quản lý CS1: ref trùng mặc định (liên kết)
- Bullough, Donald A. (1991). Carolingian Renewal: Sources and Heritage. Manchester University Press. ISBN 978-0-7190-3354-4.{{Chú thích sách}}:  Quản lý CS1: ref trùng mặc định (liên kết)
- Burckhardt, Jacob (1987). Murray, Peter (biên tập). The Architecture of the Italian Renaissance. Translated by James Palmes . Chicago: University of Chicago Press. ISBN 978-0-226-08049-9.{{Chú thích sách}}:  Quản lý CS1: ref trùng mặc định (liên kết)
- The Technical Educator: an Encyclopædia of Technical Education: Vol. 2. Cassell, Petter and Galpin. 1872.
- Charlier, Claude (1988), "After a While, Nothing Seems Strange in a Stadium with a 'Lid'", Smithsonian, truy cập ngày 28 tháng 2 năm 2013
- Chen, W. F.; Lui, E. M. (2005). Handbook of Structural Engineering . Boca Raton, Florida: CRC Press. tr. 1768. ISBN 978-1-420-03993-1.{{Chú thích sách}}:  Quản lý CS1: ref trùng mặc định (liên kết)
- Ching, Francis D. K. (2011). A Visual Dictionary of Architecture (ấn bản thứ 2). Hoboken, New Jersey: John Wiley & Sons. tr. 336. ISBN 978-1-118-16049-7.{{Chú thích sách}}:  Quản lý CS1: ref trùng mặc định (liên kết)
- Cipriani, Barbara; Lau, Wanda W. (2006), "Construction Techniques in Medieval Cairo: the Domes of Mamluk Mausolea (1250 A.D.-1517 A.D.)" (PDF), Proceedings of the Second International Congress on Construction History, Cambridge, UK, tr. 695–716, Bản gốc (PDF) lưu trữ ngày 27 tháng 10 năm 2023, truy cập ngày 3 tháng 6 năm 2020{{Chú thích}}:  Quản lý CS1: ref trùng mặc định (liên kết) Quản lý CS1: địa điểm thiếu nhà xuất bản (liên kết)
- Como, Mario (2013). Statics of Historic Masonry Constructions. Springer. ISBN 978-3-642-30131-5.{{Chú thích sách}}:  Quản lý CS1: ref trùng mặc định (liên kết)
- Cowan, Henry J. (1977). "A History of Masonry and Concrete Domes in Building Construction" (PDF). Building and Environment. Quyển 12. Great Britain: Pergamon Press. tr. 1–24. doi:10.1016/0360-1323(77)90002-6.{{Chú thích tạp chí}}:  Quản lý CS1: ref trùng mặc định (liên kết)[liên kết hỏng]
- Crandall, David P. (2000). The Place of Stunted Ironwood Trees: A Year in the Lives of the Cattle-herding Himba of Namibia. New York, NY: Continuum International Publishing Group, Inc. ISBN 978-0-82641-270-6.{{Chú thích sách}}:  Quản lý CS1: ref trùng mặc định (liên kết)
- Creswell, K. A. C. (tháng 1 năm 1915). "Persian Domes before 1400 A.D.". The Burlington Magazine for Connoisseurs. Quyển 26 số 142. tr. 146–155. JSTOR 859853.
- Darling, Janina K. (2004). Architecture of Greece. Greenwood Publishing Group. ISBN 978-0-313-32152-8.{{Chú thích sách}}:  Quản lý CS1: ref trùng mặc định (liên kết)
- Denny, Mark (2010). Super Structures: The Science of Bridges, Buildings, Dams, and Other Feats of Engineering. Baltimore, Maryland: Johns Hopkins University Press. ISBN 978-0-8018-9436-7.{{Chú thích sách}}:  Quản lý CS1: ref trùng mặc định (liên kết)
- Dien, Albert E. (2007). Six Dynasties Civilization . Yale University Press. ISBN 978-0-300-07404-8.{{Chú thích sách}}:  Quản lý CS1: ref trùng mặc định (liên kết)
- Dimčić, Miloš (2011). "Structural Optimization of Grid Shells Based on Genetic Algorithms". Forschungsbericht 32 (PDF). Stuttgart: Institut für Tragkonstruktionen und Konstruktives Entwerfen. ISBN 978-3-922302-32-2. Bản gốc (PDF) lưu trữ ngày 31 tháng 3 năm 2016. Truy cập ngày 3 tháng 6 năm 2020.{{Chú thích sách}}:  Quản lý CS1: ref trùng mặc định (liên kết)
- Dodge, Hazel (1984). Building Materials and Techniques in the Eastern Mediterranean from the Hellenistic Period to the Fourth Century AD . Newcastle University. hdl:10443/868.{{Chú thích sách}}:  Quản lý CS1: ref trùng mặc định (liên kết)
- Dror, Ben-Yosef (2011). "Area F – Soundings in the Fortifications". Trong Zertal, Adam (biên tập). El-Ahwat, A Fortified Site from the Early Iron Age Near Nahal 'Iron, Israel: Excavations 1993–2000. BRILL. tr. 162–173. ISBN 978-9-004-17645-4.{{Chú thích sách}}:  Quản lý CS1: ref trùng mặc định (liên kết)
- Dumser, Elisha Ann (2010). "Dome". Trong Gagarin, Michael; Fantham, Elaine (biên tập). The Oxford Encyclopedia of Ancient Greece and Rome. Quyển 1. New York, NY: Oxford University Press, Inc. tr. 436–438. ISBN 978-0-195-17072-6.{{Chú thích sách}}:  Quản lý CS1: ref trùng mặc định (liên kết)
- Earls, Michael W. (1971). "The Development of Structural Form in Franconian Rococo". Trong Malo, Paul (biên tập). Essays to D. Kenneth Sargent. Syracuse, New York: The School of Architecture, Syracuse University. tr. 127–139.{{Chú thích sách}}:  Quản lý CS1: ref trùng mặc định (liên kết)
- Fernández, Santiago Huerta; Hernández-Ros, Ricardo Aroca (1989). "Masonry Domes: A Study on Proportion and Similarity" (PDF). 10 Years of Progress on Shell and Spatial Structures: 11–ngày 15 tháng 9 năm 1989. Quyển 1. Truy cập ngày 18 tháng 4 năm 2014.{{Chú thích tạp chí}}:  Quản lý CS1: ref trùng mặc định (liên kết)
- Fleming, John; Honour, Hugh; Pevsner, Nikolaus, biên tập (1991). Dictionary of Architecture (ấn bản thứ 4). Penguin Books. ISBN 978-0-14-051241-0.{{Chú thích sách}}:  Quản lý CS1: ref trùng mặc định (liên kết)
- Fletcher, Sir Banister (1996). Dan Cruickshank (biên tập). Sir Banister Fletcher's A History of Architecture (ấn bản thứ 20). Architectural Press. ISBN 978-0-7506-2267-7.
- Frankl, Paul; Crossley, Paul (2000). Gothic Architecture . Yale University Press. ISBN 978-0-300-08799-4.{{Chú thích sách}}:  Quản lý CS1: ref trùng mặc định (liên kết)
- Freely, John; Çakmak, Ahmet S. (2004). Byzantine Monuments of Istanbul. New York, NY: Cambridge University Press. ISBN 978-0-521-77257-0.{{Chú thích sách}}:  Quản lý CS1: ref trùng mặc định (liên kết)
- Friedman, Noémi; Farkas, György (2011). "Roof Structures in Motion: On Retractable and Deployable Roof Structures Enabling Quick Construction or Adaptation to External Excitations" (PDF). Concrete Structures. tr. 41–50. Bản gốc (PDF) lưu trữ ngày 14 tháng 5 năm 2013. Truy cập ngày 3 tháng 6 năm 2020.{{Chú thích sách}}:  Quản lý CS1: ref trùng mặc định (liên kết)
- Fuentes, P.; Huerta, S. (2010). "Islamic Domes of Crossed-arches: Origin, Geometry and Structural Behavior". Trong Chen, Baochun; Wei, Jiangang (biên tập). ARCH'10 – 6th International Conference on Arch Bridges, October 11–13, 2010 (PDF). Fuzhou, Fujian, China. tr. 346–353. ISBN 978-953-7621-10-0. Bản gốc (PDF) lưu trữ ngày 27 tháng 4 năm 2014. Truy cập ngày 13 tháng 3 năm 2015.{{Chú thích sách}}:  Quản lý CS1: ref trùng mặc định (liên kết) Quản lý CS1: địa điểm thiếu nhà xuất bản (liên kết)
- Fusco, Annarosa Cerutti; Villanni, Marcello (2003). "Pietro da Cortona's Domes between New Experimentations and Construction Knowledge". Trong Huerta, S. (biên tập). Proceedings of the First International Congress on Construction History, Madrid, 20th–24th January 2003 (PDF). Madrid: I. Juan de Herrera. tr. 579–591. ISBN 978-84-9728-070-9.{{Chú thích sách}}:  Quản lý CS1: ref trùng mặc định (liên kết)
- The history of galvanotechnology in Russia (Russian), Bản gốc lưu trữ ngày 5 tháng 3 năm 2012
- Gayle, Margot; Gayle, Carol (1998). Cast-iron architecture in America: the significance of James Bogardus . W. W. Norton & Company. ISBN 978-0-393-73015-9.{{Chú thích sách}}:  Quản lý CS1: ref trùng mặc định (liên kết)
- Giustina, Irene (2003), "On the art and the culture of domes. Construction in Milan and Lombardy in the late sixteenth and in the first half of the seventeenth century" (PDF), Proceedings of the First International Congress on Construction History, Madrid, Spain: Sociedad Española de Historia de la Construcción, tr. 1033–1042{{Chú thích}}:  Quản lý CS1: ref trùng mặc định (liên kết)
- Grabar, Oleg (tháng 12 năm 1963). "The Islamic Dome, Some Considerations". Journal of the Society of Architectural Historians. Quyển 22 số 4. tr. 191–198. doi:10.2307/988190. JSTOR 988190.{{Chú thích tạp chí}}:  Quản lý CS1: ref trùng mặc định (liên kết)
- Grabar, Oleg (tháng 3 năm 1990). "From Dome of Heaven to Pleasure Dome". Journal of the Society of Architectural Historians. Quyển 49 số 1. tr. 15–21. doi:10.2307/990496. JSTOR 990496.{{Chú thích tạp chí}}:  Quản lý CS1: ref trùng mặc định (liên kết)
- Grupico, Theresa (2011). "The Dome in Christian and Islamic Sacred Architecture" (PDF). The Forum on Public Policy. Quyển 2011 số 3. tr. 14. Bản gốc (PDF) lưu trữ ngày 29 tháng 11 năm 2014. Truy cập ngày 16 tháng 11 năm 2014.{{Chú thích tạp chí}}:  Quản lý CS1: ref trùng mặc định (liên kết)
- Gye, D. H. (1988). "Arches and Domes in Iranian Islamic Buildings: An Engineer's Perspective". Iran. Quyển 26. tr. 129–144. doi:10.2307/4299807. JSTOR 4299807.{{Chú thích tạp chí}}:  Quản lý CS1: ref trùng mặc định (liên kết)
- Hamilton, George Heard (1983). The Art and Architecture of Russia . Yale University Press. ISBN 978-0-300-05327-2.{{Chú thích sách}}:  Quản lý CS1: ref trùng mặc định (liên kết)
- Hassan, Ahmad Sanusi; Mazloomi, Mehrdad; Omer, Spahic (2010). "Sectional Analysis of Pendentive Dome Mosques During Ottoman Era" (PDF). Canadian Social Science. Quyển 6 số 5. tr. 124–136. Bản gốc (PDF) lưu trữ ngày 22 tháng 2 năm 2015. Truy cập ngày 22 tháng 2 năm 2015.{{Chú thích tạp chí}}:  Quản lý CS1: ref trùng mặc định (liên kết)
- Hill, Donald Routledge (1996). A history of engineering in classical and medieval times . New York, NY: Routledge. ISBN 978-0-415-15291-4.{{Chú thích sách}}:  Quản lý CS1: ref trùng mặc định (liên kết)
- Hillenbrand, Robert (1994). Islamic Architecture: Form, Function, and Meaning. New York: Columbia University Press. ISBN 978-0-231-10133-2.{{Chú thích sách}}:  Quản lý CS1: ref trùng mặc định (liên kết)
- Hitchcock, Don, Mezhirich – Mammoth Camp, truy cập ngày 15 tháng 8 năm 2009{{Chú thích}}:  Quản lý CS1: ref trùng mặc định (liên kết)
- Höcker, Christoph (2000). Architecture. Laurence King Publishing. ISBN 978-1-856-69159-8.{{Chú thích sách}}:  Quản lý CS1: ref trùng mặc định (liên kết)
- Hourihane, Colum, biên tập (2012). The Grove Encyclopedia of Medieval Art and Architecture. Oxford University Press. ISBN 978-0-19-539536-5.{{Chú thích sách}}:  Quản lý CS1: ref trùng mặc định (liên kết)
- Howard, Deborah (1991). "Venice and Islam in the Middle Ages: Some Observations on the Question of Architectural Influence". Architectural History. Quyển 34. tr. 59–74. doi:10.2307/1568594. JSTOR 1568594.{{Chú thích tạp chí}}:  Quản lý CS1: ref trùng mặc định (liên kết)
- Huerta, Santigo (2007). Oval Domes: History, Geometry and Mechanics. Quyển 9. tr. 211–248. doi:10.1007/978-3-7643-8699-3_4. ISBN 978-3-7643-8444-9. {{Chú thích sách}}: Đã bỏ qua |journal= (trợ giúp)Quản lý CS1: ref trùng mặc định (liên kết)[liên kết hỏng]
- Jeffery, George (2010). A Brief Description of the Holy Sepulchre Jerusalem and Other Christian Churches in the Holy City: With Some Account of the Mediaeval Copies of the Holy Sepulchre Surviving in Europe . Cambridge University Press. ISBN 978-1-108-01604-9.{{Chú thích sách}}:  Quản lý CS1: ref trùng mặc định (liên kết)
- Johnson, Mark J. (2009). The Roman Imperial Mausoleum in Late Antiquity (ấn bản thứ 1). Cambridge University Press. ISBN 978-0-521-51371-5.{{Chú thích sách}}:  Quản lý CS1: ref trùng mặc định (liên kết)
- Karydis, Nikolaos D. (2012). The Early Byzantine Domed Basilicas of West Asia Minor. An Essay in Graphic Reconstruction (PDF). Quyển 9. tr. 357–381. doi:10.1163/22134522-12340013. ISBN 9789004309777. Bản gốc (PDF) lưu trữ ngày 29 tháng 5 năm 2015. Truy cập ngày 29 tháng 5 năm 2015. {{Chú thích sách}}: Đã bỏ qua |journal= (trợ giúp)Quản lý CS1: ref trùng mặc định (liên kết)
- Kayili, Mutbul (2005). "Acoustic Solutions in Classic Ottoman Architecture" (PDF). Quyển Publication ID 4087. FSTC (Foundation for Science Technology and Civilisation) Limited. tr. 1–15. Bản gốc (PDF) lưu trữ ngày 28 tháng 8 năm 2021. Truy cập ngày 3 tháng 6 năm 2020. {{Chú thích tạp chí}}: Chú thích magazine cần |magazine= (trợ giúp)
- Kern, Chris, Jefferson's Dome at Monticello, truy cập ngày 14 tháng 7 năm 2009{{Chú thích}}:  Quản lý CS1: ref trùng mặc định (liên kết)
- Kies, Lisa, Russian Church Design, Bản gốc lưu trữ ngày 1 tháng 7 năm 2012, truy cập ngày 14 tháng 2 năm 2014{{Chú thích}}:  Quản lý CS1: ref trùng mặc định (liên kết)
- Kohlmaier, Georg; Von Sartory, Barna (1991). Houses of Glass: a Nineteenth-Century Building Type. Translated by John C. Harvey . MIT Press. ISBN 978-0-262-61070-4.{{Chú thích sách}}:  Quản lý CS1: ref trùng mặc định (liên kết)
- Krautheimer, Richard (1980). "Success and Failure in Late Antique Church Planning". Trong Weitzmann, Kurt (biên tập). Age of Spirituality: A Symposium. New York: Metropolitan Museum of Art. tr. 121–140. ISBN 978-0-87099-229-2.{{Chú thích sách}}:  Quản lý CS1: ref trùng mặc định (liên kết)
- Krautheimer, Richard (1986). Early Christian and Byzantine Architecture (ấn bản thứ 4). Yale University Press. ISBN 978-0-300-05294-7.{{Chú thích sách}}:  Quản lý CS1: ref trùng mặc định (liên kết)
- Kruft, Hanno-Walter (1994). History of Architectural Theory . Princeton Architectural Press. ISBN 978-1-568-98010-2.{{Chú thích sách}}:  Quản lý CS1: ref trùng mặc định (liên kết)
- Kuban, Doğan (1985). Muslim Religious Architecture, Part II. Leiden, The Netherlands: E. J. Brill. ISBN 978-90-04-07084-4.{{Chú thích sách}}:  Quản lý CS1: ref trùng mặc định (liên kết)
- Kuban, Doğan (1987). "The Style of Sinan's Domed Structures". Muqarnas. Quyển 4. tr. 72–97. doi:10.2307/1523097. JSTOR 1523097.{{Chú thích tạp chí}}:  Quản lý CS1: ref trùng mặc định (liên kết)
- Kuiper, Kathleen (2011). The Culture of China. The Rosen Publishing Group. ISBN 978-1-61530-183-6.{{Chú thích sách}}:  Quản lý CS1: ref trùng mặc định (liên kết)
- Lancaster, Lynne C. (2005). Concrete Vaulted Construction in Imperial Rome: Innovations in Context . Hong Kong: Cambridge University Press. ISBN 978-0-521-84202-0.{{Chú thích sách}}:  Quản lý CS1: ref trùng mặc định (liên kết)
- Langmead, Donald; Garnaut, Christine (2001). Encyclopedia of Architectural and Engineering Feats (ấn bản thứ 3). ABC-CLIO. ISBN 978-1-57607-112-0.{{Chú thích sách}}:  Quản lý CS1: ref trùng mặc định (liên kết)
- Larson, Olga Popovic; Tyas, Andy (2003). Conceptual Structural Design: Bridging the Gap Between Architects and Engineers . Thomas Telford. ISBN 978-0-72773-235-4.{{Chú thích sách}}:  Quản lý CS1: ref trùng mặc định (liên kết)
- Lehmann, Karl (1945), "The Dome of Heaven", trong Kleinbauer, W. Eugène (biên tập), Modern Perspectives in Western Art History: An Anthology of Twentieth-Century Writings on the Visual Arts (Medieval Academy Reprints for Teaching), quyển 25, University of Toronto Press (xuất bản 1989), tr. 227–270, ISBN 978-0-8020-6708-1{{Chú thích}}:  Quản lý CS1: ref trùng mặc định (liên kết)
- Leick, Gwendolyn, biên tập (2003), "Dome", A Dictionary of Ancient Near Eastern Architecture, London and New York: Taylor & Francis, ISBN 978-0-203-19965-7{{Chú thích}}:  Quản lý CS1: ref trùng mặc định (liên kết)
- Hong Kong Museum of History: Branch Museums: "Lei Cheng Uk Han Tomb", Leisure and Cultural Services Department, ngày 9 tháng 1 năm 2014, truy cập ngày 3 tháng 2 năm 2014
- Levy, Matthys; Salvadori, Mario (2002). Why buildings Fall Down: How Structures Fail . W. W. Norton & Company. ISBN 978-0-393-31152-5.{{Chú thích sách}}:  Quản lý CS1: ref trùng mặc định (liên kết)
- Lippincott, Kristen (2008). DK Eyewitness Books: Astronomy. Penguin. ISBN 978-0-756-64349-2.{{Chú thích sách}}:  Quản lý CS1: ref trùng mặc định (liên kết)
- Lucore, Sandra K. (2009), "Archimedes, the North Baths at Morgantina, and Early Developments in Vaulted Construction", trong Kosso, Cynthia; Scott, Anne (biên tập), The nature and function of water, baths, bathing, and hygiene from antiquity through the Renaissance, Leiden, The Netherlands: Brill, tr. 43–59, ISBN 978-9-004-17357-6{{Chú thích}}:  Quản lý CS1: ref trùng mặc định (liên kết)
- MacDonald, William (1958). "Some Implications of Later Roman Construction" (PDF). Journal of the Society of Architectural Historians. Quyển 17 số 4. tr. 2–8. JSTOR 987944.{{Chú thích tạp chí}}:  Quản lý CS1: ref trùng mặc định (liên kết)[liên kết hỏng]
- Mainstone, Rowland J. (2001). Developments in Structural Form (ấn bản thứ 2). Architectural Press. ISBN 978-0-7506-5451-7.{{Chú thích sách}}:  Quản lý CS1: ref trùng mặc định (liên kết)
- Makowski, Z. S. (1962). "Braced Domes, Their History, Modern Trends and Recent Developments". Architectural Science Review. Quyển 5 số 2. tr. 62–79. doi:10.1080/00038628.1962.9696050.{{Chú thích tạp chí}}:  Quản lý CS1: ref trùng mặc định (liên kết)
- Marche, Jordan (2005). Theaters of Time and Space: American Planetaria, 1930–1970. Rutgers University Press. ISBN 978-0-813-53766-5.{{Chú thích sách}}:  Quản lý CS1: ref trùng mặc định (liên kết)
- Mark, Robert; Billington, David P. (1989). "Structural Imperative and the Origin of New Form". Technology and Culture. Quyển 30 số 2. tr. 300–329. doi:10.2307/3105106. JSTOR 3105106.{{Chú thích tạp chí}}:  Quản lý CS1: ref trùng mặc định (liên kết)
- Marrucchi, Giulia; Belcari, Riccardo (2007). Art of the Middle Ages: Masterpieces in Painting, Sculpture and Architecture. New York: Barnes & Noble, Inc. ISBN 978-0-7607-8887-5.
- McClendon, Charles B. (2005). The Origins of Medieval Architecture: Building in Europe, A.D 600–900 . Yale University Press. ISBN 978-0-300-10688-6.{{Chú thích sách}}:  Quản lý CS1: ref trùng mặc định (liên kết)
- McVey, Kathleen E. (1983). "The Domed Church as Microcosm: Literary Roots of an Architectural Symbol". Dumbarton Oaks Papers. Quyển 37. tr. 91–121. doi:10.2307/1291479. JSTOR 1291479.{{Chú thích tạp chí}}:  Quản lý CS1: ref trùng mặc định (liên kết)
- Melaragno, Michele G. (1991). An Introduction to Shell Structures: the Art and Science of Vaulting . New York, New York: Van Nostrand Reinhold. ISBN 978-1-4757-0225-5.{{Chú thích sách}}:  Quản lý CS1: ref trùng mặc định (liên kết)
- Michell, George; Zebrowski, Mark (1987). The New Cambridge History of India: Architecture and Art of the Deccan Sultanates. Cambridge University Press. ISBN 978-0-521-56321-5.{{Chú thích sách}}:  Quản lý CS1: ref trùng mặc định (liên kết)
- Miller, Judith; Clinch, Tim (1998). Classic Style . Simon and Schuster. ISBN 978-0-684-84997-3.{{Chú thích sách}}:  Quản lý CS1: ref trùng mặc định (liên kết)
- Minke, Gernot (2012). Building with Earth: Design and Technology of a Sustainable Architecture (ấn bản thứ 3). Berlin, Germany: Walter de Gruyter. ISBN 978-3-034-60872-5.{{Chú thích sách}}:  Quản lý CS1: ref trùng mặc định (liên kết)
- Mitchell, James H. (1985). "The Noble Dome". The Antioch Review. Quyển 43 số 3. tr. 261–271. doi:10.2307/4611482. JSTOR 4611482.{{Chú thích tạp chí}}:  Quản lý CS1: ref trùng mặc định (liên kết)
- Moffett, Marian; Fazio, Michael W.; Wodehouse, Lawrence (2003). A World History of Architecture . London: Laurence King Publishing. ISBN 978-1-856-69371-4.{{Chú thích sách}}:  Quản lý CS1: ref trùng mặc định (liên kết)
- Needham, Joseph; Gwei-Djen, Lu (1962). Science and Civilisation in China: Physics and Physical Technology, Volume 4. Cambridge University Press. ISBN 978-0-521-07060-7.{{Chú thích sách}}:  Quản lý CS1: ref trùng mặc định (liên kết)
- "The Catholic Encyclopedia". New Advent. Truy cập ngày 26 tháng 10 năm 2010.
- Newman, John; Pevnser, Nikolaus, biên tập (1972). The Buildings of England: Dorset. Yale University Press. ISBN 978-0-300-09598-2.{{Chú thích sách}}:  Quản lý CS1: ref trùng mặc định (liên kết)
- Nickel, Lukas (2015), "Bricks in Ancient China and the Question of Early Cross-Asian Interaction", Arts Asiatiques, 70, École française d'Extrême-Orient: 49–62, doi:10.3406/arasi.2015.1883, JSTOR 26358183{{Chú thích}}:  Quản lý CS1: ref trùng mặc định (liên kết)
- Nobile, Marco Rosario; Bares, Maria Mercedes (2015). "The use of 'false vaults' in 18th century buildings of Sicily". Construction History. Quyển 30 số 1. tr. 53–70. JSTOR 44215897.{{Chú thích tạp chí}}:  Quản lý CS1: ref trùng mặc định (liên kết)
- Nuttgens, Patrick (1997). The Story of Architecture. Hong Kong: Phaidon Press Limited. ISBN 978-0-7148-3616-4.{{Chú thích sách}}:  Quản lý CS1: ref trùng mặc định (liên kết)
- Ochsendork, John; Freeman, Michael (2010). Guastavino Vaulting: The Art of Structural Tile . Princeton Architectural Press. ISBN 978-1-56898-741-5.{{Chú thích sách}}:  Quản lý CS1: ref trùng mặc định (liên kết)
- O'Kane, Bernard (1995), Domes, Encyclopædia Iranica, truy cập ngày 28 tháng 11 năm 2010{{Chú thích}}:  Quản lý CS1: ref trùng mặc định (liên kết)
- Ousterhout, Robert G. (2008). Master Builders of Byzantium . Philadelphia, PA: University of Pennsylvania Museum of Archaeology and Anthropology. ISBN 978-1-934536-03-2.
- Ousterhout, Robert (2008). "Chapter II.7.2: Churches and Monasteries". Trong Jeffreys, Elizabeth; Haldon, John; Cormack, Robin (biên tập). The Oxford Handbook of Byzantine Studies. Oxford University Press. ISBN 978-0-19-925246-6.
- Overy, R. J. (2004). The Dictators: Hitler's Germany and Stalin's Russia . New York: W. W. Norton & Company. ISBN 978-0-393-02030-4.{{Chú thích sách}}:  Quản lý CS1: ref trùng mặc định (liên kết)
- Palmer, Douglas; Pettitt, Paul; Bahn, Paul G. (2005). Unearthing the past: the great archaeological discoveries that have changed history . Globe Pequot. ISBN 978-1-59228-718-5.{{Chú thích sách}}:  Quản lý CS1: ref trùng mặc định (liên kết)[liên kết hỏng]
- Palmer, Allison Lee (2009). The A to Z of Architecture. Scarecrow Press. ISBN 978-0-810-87058-1.{{Chú thích sách}}:  Quản lý CS1: ref trùng mặc định (liên kết)
- Peterson, Andrew (1996). The Dictionary of Islamic Architecture. Routledge. ISBN 978-0-203-20387-3.{{Chú thích sách}}:  Quản lý CS1: ref trùng mặc định (liên kết)
- Pevsner, Nikolaus (1978). Derbyshire. Revised by Elizabeth Williamson . Yale University Press. ISBN 978-0-140-71008-3.
- Porter, Arthur Kingsley (1928). Spanish Romanesque Sculpture, Volume 1 . Hacker Art Books.{{Chú thích sách}}:  Quản lý CS1: ref trùng mặc định (liên kết)
- Ramaswany, G. S.; Eekhout, Mick (2002). Analysis, Design and Construction of Steel Space Frames . London, UK: Thomas Telford, Ltd. tr. 242. ISBN 978-0-727-73014-5.
- Rasch, Jürgen (1985). "Die Kuppel in der römischen Architektur. Entwicklung, Formgebung, Konstruktion". Architectura. Quyển 15. tr. 117–139.
- Rizzoni, Giovanni (2009). "The Form of Parliaments & European Identity". Trong Rorato, Laura; Saunders, Anna (biên tập). The Essence and the Margin: National Identities and Collective Memories in Contemporary European Culture. The Netherlands: Rodopi. tr. 183–198. ISBN 978-9-042-02571-4.{{Chú thích sách}}:  Quản lý CS1: ref trùng mặc định (liên kết)
- Robison, Elwin C. (tháng 12 năm 1991). "Optics and Mathematics in the Domed Churches of Guarino Guarini". Journal of the Society of Architectural Historians. Quyển 50 số 4. tr. 384–401. doi:10.2307/990663. JSTOR 990663.{{Chú thích tạp chí}}:  Quản lý CS1: ref trùng mặc định (liên kết)
- Rosser, John H. (2011). Historical Dictionary of Byzantium (ấn bản thứ 2). Scarecrow Press. ISBN 978-0-810-87477-0.{{Chú thích sách}}:  Quản lý CS1: ref trùng mặc định (liên kết)
- Rovero, L.; Tonietti, U. (2012). "Structural behaviour of earthen corbelled domes in the Aleppo's region". Materials and Structures. Quyển 45. tr. 171–184. doi:10.1617/s11527-011-9758-1.{{Chú thích tạp chí}}:  Quản lý CS1: ref trùng mặc định (liên kết)
- Saka, M. P. (2007). "Optimum geometry design of geodesic domes using harmony search algorithm". Advances in Structural Engineering. Quyển 10 số 6. tr. 595–606. doi:10.1260/136943307783571445.{{Chú thích tạp chí}}:  Quản lý CS1: ref trùng mặc định (liên kết)
- Schütz, Bernhard (2002). Great Cathedrals . Harry N. Abrams, Inc. ISBN 978-0-810-93297-5.{{Chú thích sách}}:  Quản lý CS1: ref trùng mặc định (liên kết)
- Sear, Frank (1983). Roman Architecture . Cornell University Press. ISBN 978-0-8014-9245-7. Roman architecture.{{Chú thích sách}}:  Quản lý CS1: ref trùng mặc định (liên kết)
- Skempton, A. W. (2002). A biographical dictionary of civil engineers in Great Britain and Ireland: 1500–1830 . Thomas Telford. ISBN 978-0-7277-2939-2.{{Chú thích sách}}:  Quản lý CS1: ref trùng mặc định (liên kết)
- About Russian Domes and Cupolas, skypalace.org, Bản gốc lưu trữ ngày 28 tháng 7 năm 2011
- Smith, Earl Baldwin (1950). The Dome: A Study in the History of Ideas. Princeton, NJ: Princeton University Press. ISBN 978-0-691-03875-9.{{Chú thích sách}}:  Quản lý CS1: ref trùng mặc định (liên kết)
- Spiers, R. Phené (1911), "Vault", trong Chisholm, Hugh (biên tập), The Encyclopædia Britannica: A Dictionary of Arts, Sciences, Literature, and General Information. Eleventh Edition., quyển 27, Cambridge, England: University Press, tr. 956–961{{Chú thích}}:  Quản lý CS1: ref trùng mặc định (liên kết)
- Stephenson, Davis; Hammond, Victoria; Davi, Keith F. (2005). Visions of Heaven: the Dome in European Architecture . Princeton Architectural Press. ISBN 978-1-56898-549-7.{{Chú thích sách}}:  Quản lý CS1: ref trùng mặc định (liên kết)
- Stewart, Charles Anthony (2008). Domes of Heaven: The Domed Basilicas of Cyprus . ProQuest. ISBN 978-0-549-75556-2.{{Chú thích sách}}:  Quản lý CS1: ref trùng mặc định (liên kết)
- Tabbaa, Yasser (1985). "The Muqarnas Dome: Its Origin and Meaning". Muqarnas. Quyển 3. tr. 61–74. doi:10.2307/1523084. JSTOR 1523084.{{Chú thích tạp chí}}:  Quản lý CS1: ref trùng mặc định (liên kết)
- Tappin, Stuart (2003). "The Structural Development of Masonry Domes in India". Trong Huerta, S. (biên tập). Proceedings of the First International Congress on Construction History, Madrid, 20th–24th January 2003 (PDF). Madrid: I. Juan de Herrera. tr. 1941–1952. ISBN 978-84-9728-070-9. Bản gốc (PDF) lưu trữ ngày 11 tháng 12 năm 2009.{{Chú thích sách}}:  Quản lý CS1: ref trùng mặc định (liên kết)
- Tsan-wing, NG; Kin-wah, LEUNG (2001). "Deformation Survey for the Preservation of Lei Cheng Uk Han Tomb". The 10th FIG International Symposium on Deformation Measurements. Session VIII: Structural Deformations. 19 – ngày 22 tháng 3 năm 2001 (PDF). Orange, California, USA. tr. 294–301. ISBN 978-0-86078-686-3. Bản gốc (PDF) lưu trữ ngày 6 tháng 2 năm 2004.{{Chú thích sách}}:  Quản lý CS1: ref trùng mặc định (liên kết) Quản lý CS1: địa điểm thiếu nhà xuất bản (liên kết)
- Wallis, Kendall (2010). "Bearing Bandmann's Meaning: A Translator's Introduction by Kendall Willis". Trong Bandmann, Günter (biên tập). Early Medieval Architecture as Bearer of Meaning. Translated by Kendall Wallis. Columbia University Press. ISBN 978-0-231-50172-9.{{Chú thích sách}}:  Quản lý CS1: ref trùng mặc định (liên kết)
- Ward, Clarence (1915). Mediaeval Church Vaulting . Princeton: Princeton University Press. ISBN 978-0-404-06836-3.{{Chú thích sách}}:  Quản lý CS1: ref trùng mặc định (liên kết)
- Wilkie, David S.; Morelli, Gilda A. (2000). "Forest Foragers: A Day in the Life of Efe Pygmies in the Democratic Republic of Congo". Cultural Survival Quarterly. Quyển 24 số 3. Truy cập ngày 7 tháng 12 năm 2010.{{Chú thích tạp chí}}:  Quản lý CS1: ref trùng mặc định (liên kết)
- Winter, Frederick E. (2006). Studies in Hellenistic Architecture . Toronto, Canada: University of Toronto Press. ISBN 978-0-8020-3914-9.{{Chú thích sách}}:  Quản lý CS1: ref trùng mặc định (liên kết)
- Wittkower, Rudolf (1963), "S. Maria della Salute: Scenographic Architecture and the Venetian Baroque", trong Kleinbauer, W. Eugène (biên tập), Modern Perspectives in Western Art History: An Anthology of Twentieth-Century Writings on the Visual Arts (Medieval Academy Reprints for Teaching), quyển 25, University of Toronto Press (xuất bản 1989), tr. 165–192, ISBN 978-0-8020-6708-1{{Chú thích}}:  Quản lý CS1: ref trùng mặc định (liên kết)
- Wittkower, Rudolf (1999). Art and Architecture in Italy 1600–1750: III. Late Baroque. Revised by Joseph Conners and Jennifer Montagu (ấn bản thứ 6). Yale University Press. ISBN 978-0-300-07941-8.{{Chú thích sách}}:  Quản lý CS1: ref trùng mặc định (liên kết)
- Wright, G.R.H. (2009). Ancient Building Technology, Volume 3: Construction (2 Vols) . BRILL. ISBN 978-9-004-17745-1.{{Chú thích sách}}:  Quản lý CS1: ref trùng mặc định (liên kết)
- Yaghan, Mohammad Ali Jalal (2003). "Gadrooned-Dome's Muqarnas-Corbel: Analysis and Decoding Historical Drawings". Architectural Science Review. Quyển 46 số 1. tr. 69–88. doi:10.1080/00038628.2003.9696966.{{Chú thích tạp chí}}:  Quản lý CS1: ref trùng mặc định (liên kết)
- Zagraevsky, Sergey, The shapes of domes of ancient Russian churches (Russian), RusArch.ru, Bản gốc lưu trữ ngày 16 tháng 1 năm 2013{{Chú thích}}:  Quản lý CS1: ref trùng mặc định (liên kết)